# Rivière Towagodi
Cet article possède un paronyme, voir Rivière Tamagodi.
La Rivière Towagodi est un cours d'eau traversant le canton de Matapédia (municipalité de Saint-Vianney) et le canton de Tessier (municipalité de Saint-René-de-Matane), dans la municipalité régionale de comté (MRC) La Matanie, sur la péninsule gaspésienne, dans la région administrative du Bas-Saint-Laurent, au Québec, au Canada.

## Géographie
La Rivière Towagodi prend sa source au lac Langis (longueur : 1,1 km ; altitude : 286 m) dans le canton de Matapédia, dans Saint-Vianney, dans les monts Chic-Chocs lesquels font partie des monts Notre-Dame. Cette source est située à 20,6 km au sud-est du littoral sud-est du golfe du Saint-Laurent, à 3,9 km à l'ouest de la rivière Matane, à 5,9 km au sud-ouest du centre du village de Saint-René-de-Matane et à 5,3 km au nord du centre du village de Saint-Jean-Baptiste-Vianney de la municipalité de Saint-Vianney. L'embouchure du lac est située du côté est.
À partir du lac Langis, la rivière Towagodi coule sur 11,6 km répartis selon les segments suivants :
- 0,8 km vers l'est, jusqu'à l'embouchure du lac Towagodi (longueur : 0,7 km ; altitude : 286 m) que le courant traverse vers l'est sur sa pleine longueur ;
- 5,1 km vers le sud-est, jusqu'à la confluence d'un ruisseau (venant de l'ouest) ;
- 1,7 km vers l'est, jusqu'à la confluence du ruisseau Ferré (venant du sud) ;
- 2,5 km vers le nord-est, jusqu'à la limite du canton de Tessier ;
- 1,5 km vers le nord-est, jusqu'à sa confluence[2].

La rivière Towagodi se déverse sur la rive sud-ouest de la rivière Matane près du hameau Rivière-Matane dans le canton de Tessier, dans la municipalité de Saint-René-de-Matane. Cette confluence est située à 0,5 km en aval du pont de la route 195 et à 3,9 km en aval du pont du chemin de la Coulée-Carrier et à 24,9 km (en ligne directe) au sud de la confluence de la rivière Matane.

## Toponymie
L'origine de l'appellation du lac Towagodi et de la rivière Towagodi est liée.
Le toponyme « rivière Towagodi » a été officialisé le 4 décembre 1980 à la Commission de toponymie du Québec.